# استایلوفون

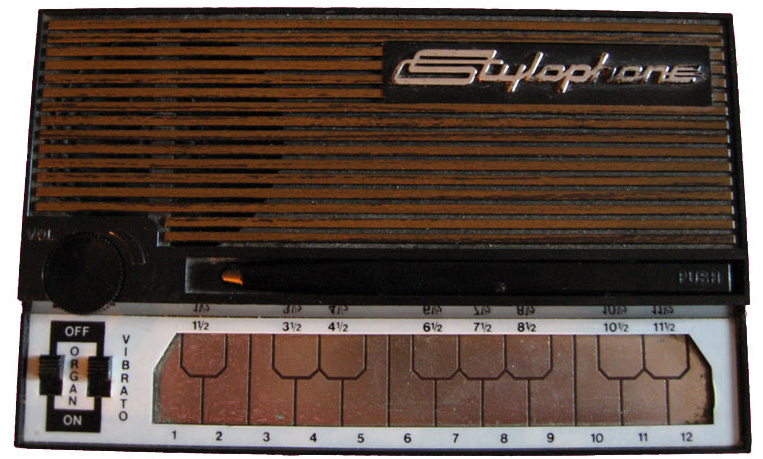
استایلوفون قدیمی اواسط دهه ۱۹۷۰

استایلوفون (انگلیسی: Stylophone) یک ساز موسیقی آنالوگ مینیاتوری مبتنی برکیبورد الکترونیک است که با استایلوس نواخته می‌شود. این ساز که در سال ۱۹۶۷ توسط برایان جارویس اختراع شد، در سال ۱۹۶۸ وارد مرحلهٔ تولید شد و توسط شرکت دابریک به تولید رسید.
تاکنون حدود سه میلیون استایلوفون و بیشتر به عنوان اسباب‌بازی کودکان فروخته شده‌است، اما گاهی مورد استفادهٔ موسیقی‌دانان حرفه‌ای مانند جان لنون، کرافت‌ورک و دیوید بویی نیز قرار گرفته‌است.

## مدل‌های اولیه
استایلوفون دارای یک صفحه کلید فلزی است که از برد مدار چاپی تشکیل شده‌است و نواختن آن به‌واسطهٔ لمس این صفحه کلید با یک قلم انجام می‌شود. هر نت روی صفحه کلید از طریق یک مقاومت با مقدار متفاوت به یک نوسان‌ساز کنترل‌شده با ولتاژ متصل می‌شود و با تماس قلم با صفحه کلید، یک مدار بسته می‌شود. تنها کنترل‌های دیگر موجود در آن عبارتند از یک کلید روشن و خاموشش و یک کنترل ویبراتو در پنل جلویی در کنار صفحه کلید و یک پتانسیومتر تنظیم در عقب.
استایلوفون در انواع استاندارد، باس و تریبل موجود بود، اما نسخهٔ استاندارد رایج‌ترین مدل آن بود. همچنین نسخهٔ بزرگ‌تری به نام ۳۵۰اس نیز با تعداد نت‌های بیشتر روی صفحه‌کلید، صداهای مختلف و افکت جدید واه واه که با حرکت دست روی یک حسگر نوری و دو قلم کنترل می‌شد، در دسترس بود.
در اواسط دههٔ ۱۹۷۰، مدل جدیدی از این دستگاه عرضه شد که دارای چوب شبیه‌سازی‌شده بر روی پانل بلندگو و کنترل صدا بود. با این حال، تولید استایلوفون در سال ۱۹۷۵ متوقف شد.
رولف هریس، سرگرمی‌ساز، چندین سال به‌عنوان سخنگوی تبلیغاتی استایلوفون در بریتانیا فعالیت می‌کرد و در بسیاری از رکوردهای «هم‌نوازی» فروخته‌شده توسط سازندهٔ دستگاه نیز حضور داشت.

## عرضه مجدد در ۲۰۰۷

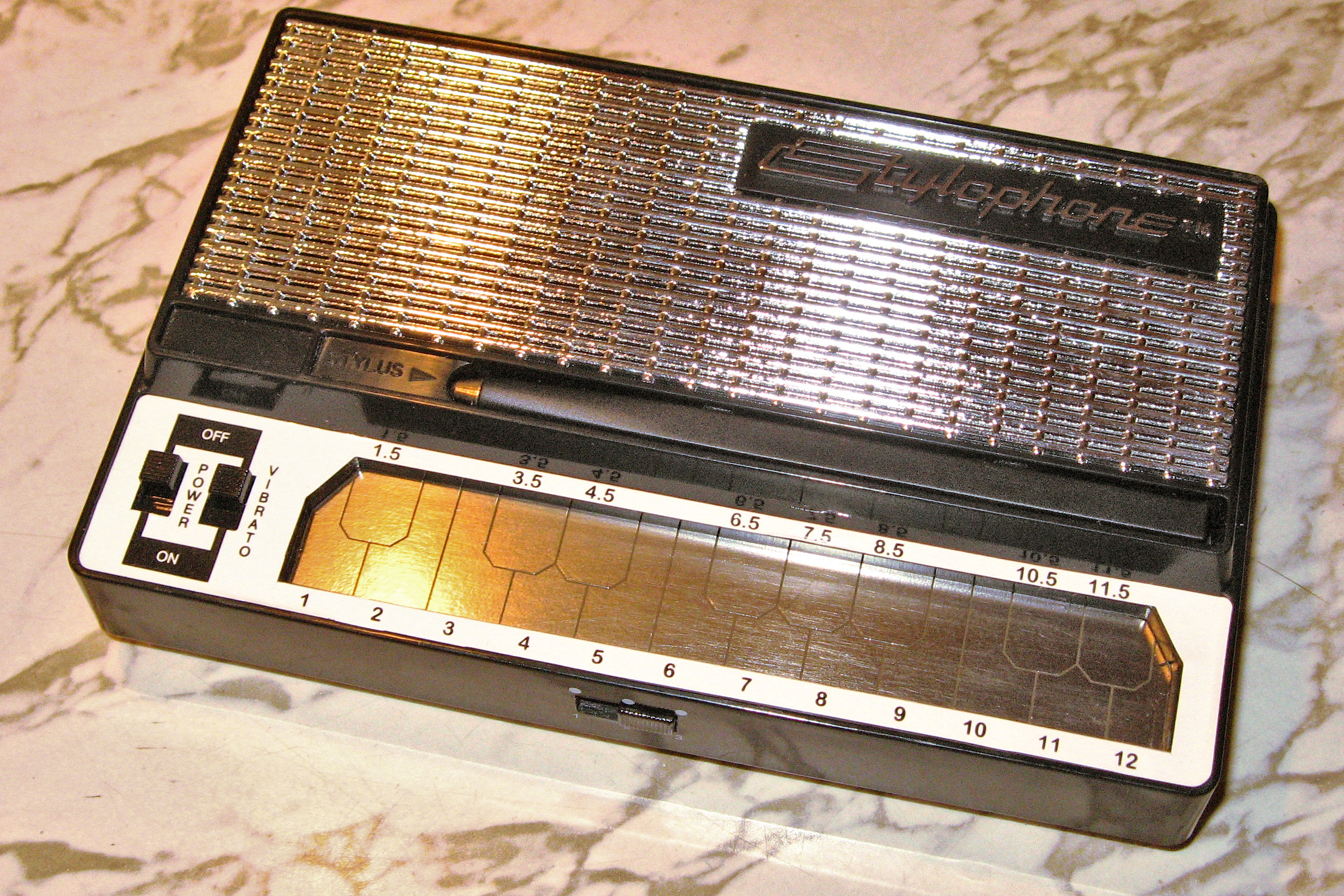
نسخهٔ عرضه‌شدهٔ مجدد از استایلوفون از سوی ری:کریشن

۲۸ سال پس از توقف تولید استایلوفون، در اکتبر ۲۰۰۷ شرکت اسباب‌بازی ری:کریشن، به همراه شرکت دابریک (که در سال ۲۰۰۳ توسط بن جارویس، پسر مخترع اولیهٔ دستگاه مجدداً تشکیل شده بود)، استایلوفون را مجدداً به بازار عرضه کرد. مدل احیاشدهٔ سال ۲۰۰۷ که در چین و با نام رسمی اس۱ تولید شد، یک نسخهٔ دیجیتالی است که شباهت زیادی به نسخهٔ اصلی دههٔ ۱۹۶۰ دارد، اما دارای کنترل صدا، تنظیم توان صوتی و دو صدای جدید است.

### استایلوفون اس۲
در دسامبر ۲۰۱۲، دابریک استایلوفون سری ۲ را عرضه کرد که یک سینث‌سایزر آنالوگ واقعی ساخت بریتانیا با تولید محدود بود.

### استایلوفون جن ایکس-۱
در ژانویهٔ ۲۰۱۷، دابریک جزئیات سینث‌سایزر آنالوگ قابل حمل استایلوفون جن ایکس-۱ را منتشر کرد. این مدل توسط دابریک طراحی و تولید شده‌است و با قیمت ۵۹٫۹۹ پوند یا ۶۹٫۹۹ یورو به فروش می‌رسد. جن ایکس-۱ دارای کنترل‌های اضافی برای ال‌اف‌او، افکت تأخیر آنالوگ، فیلتر پایین‌گذر و تنظیمات انولوپ است. این مدل همچنین شامل سوئیچ‌های زیر اکتاو و یک ورودی است تا بتوان از آن به عنوان یونیت افکت نیز استفاده کرد.